# Retrato del Conde-Duque de Olivares (1638)
El Retrato del Conde-Duque de Olivares es un cuadro del pintor Diego Velázquez, realizado en 1638, que se encuentra en el Museo del Hermitage de San Petersburgo, Rusia.
Es un retrato de Gaspar de Guzmán, primer ministro de Felipe IV, pintado por Velázquez como pintor de la corte, gracias a quién había conseguido ese puesto. De hecho, lo pintó en su taller dentro del Palacio Real de Madrid. El modelo ofrece su gesto tranquilo y gentil, pero trasmisor de su enérgico carácter y sobresaliente inteligencia. Velázquez realizaría múltiples retratos de este personaje histórico.